# Kąpielisko Różanka
Kąpielisko Różanka (niem. Bad Norden, Nord Bad, Strandbad Norden) – kąpielisko oraz ośrodek wypoczynku i rekreacji we Wrocławiu przy ulicy Pasterskiej 2. 

## Historia
Kąpielisko powstało w 1927 roku na grobli rozdzielającej Kanał Miejski i Starą Odrę, w rejonie osiedli Kleczków i Różanka. 
Po 1945 roku zrezygnowano z kąpieliska w rzece, pozostała i użytkowana była jedynie infrastruktura położona na brzegu i terasie, w tym brodzik dla dzieci. Współcześnie mieści się tu także wypożyczalnia sprzętu wodnego, umożliwiająca pływanie także w Kanale Miejskim.

## Infrastruktura
Kąpielisko składało się z wyznaczonego za pomocą pomostów wybudowanych w korycie Starej Odry miejsca do kąpieli dla osób umiejących pływać oraz uczących się pływania, oraz usytuowanego na brzegu (terasie) dużego brodzika dla dzieci, wokół którego rozciągała się trawiasta plaża.
Ośrodek składał się z budynku o konstrukcji wykonanej w technologii żelbetowej i z cegły klinkierowej, położonego wzdłuż skarpy i korony grobli. W budynku mieściły się między innymi przebieralnie i restauracja. Oprócz infrastruktury związanej z kąpielą i pływaniem, w ośrodku dostępne były także boiska do różnych gier sportowych.